# PC-Engine LT
La PC-Engine LT est une console de jeux vidéo conçue et fabriquée par Hudson Soft et NEC Corporation, sortie au Japon le 13 décembre 1991.
Son prix de vente de 99 800 ¥ (environ 610 €), assez élevé à cette époque, était en partie dû au coût de son écran rabattable à cristaux liquides TFT (matrice active couleur) d'une diagonale de 4 pouces.
Il s'agit d'une version transportable de la PC-Engine, puisqu'elle ne possède pas de compartiment à piles et utilise donc une alimentation électrique sur le secteur ou bien sur allume-cigare (en option). De plus, les boutons de jeux intégrés n'étant pas très ergonomiques, il est beaucoup plus pratique d'utiliser une manette sur le port prévu à cet effet. La véritable version portable, nomade et plus légère, dotée d'un écran fixe plus petit, fonctionnant avec des piles et non pourvue de port manette est la PC-Engine GT.
Cette version LT (LapTop) comme dans toute la gamme PC-Engine japonaise (abrégée PCE) accepte des cartes de jeu au format HuCard. Sortie uniquement au Japon, elle n'est pas compatible nativement avec des cartes TurboChips, en apparence identiques aux HuCards, mais zonées pour la déclinaison américaine de la gamme, appelée TurboGrafX-16 (abrégée TG16 ou TG-16).
Ayant été conçue avant-tout pour servir de vitrine technologique à la marque, peu d'exemplaires furent produits. Toujours considérés comme des objets de luxe, les rares modèles encore en circulation dans le monde sont devenus très chers.